# موریس تراپ
موریس تراپ (انگلیسی: Maurice Trapp؛ زادهٔ ۳۱ دسامبر ۱۹۹۱) بازیکن فوتبال اهل آلمان است.
از باشگاه‌هایی که در آن بازی کرده‌است می‌توان به باشگاه فوتبال هانزا روستوک و باشگاه فوتبال یونیون برلین اشاره کرد.